# Moncef Zerka
Monsef Zerka, né le 30 août 1981 à Orléans (France), est un footballeur international marocain.

## Parcours sportif
D'abord utilisé au poste de latéral droit, sa polyvalence lui permet d'être également placé au milieu dans un rôle défensif ou offensif.
Lors de la saison 2005-2006, les blessures successives des attaquants de l'AS Nancy-Lorraine poussent l'entraîneur, Pablo Correa, à l'utiliser au poste d'attaquant. Ce choix s'avère payant et Zerka inscrit 6 buts en Ligue 1 cette saison. Le 22 avril 2006, il ouvre le score lors de la finale de la Coupe de la Ligue, finalement remportée 2-1 par AS Nancy-Lorraine face à l'OGC Nice.
Le 6 janvier 2007, il est victime d'une double fracture tibia-péroné qui met un terme à sa saison 2006-2007. Dans la première moitié de la saison 2007-2008, il est très peu titularisé par Pablo Correa. Il pointe tout de même son nez en inscrivant un pénalty face à Amiens et permet ainsi à Nancy de se qualifier une troisième fois consécutive pour les quarts de finale de la Coupe de la Ligue. L'année 2008 commence bien pour lui puisqu'il marque le deuxième but lorrain de la tête en 32e de finale de la Coupe de France avant l'élimination face à l'US Jeanne d'Arc Carquefou. Deux jours plus tôt, il apprenait sa sélection avec l'équipe du Maroc pour la Coupe d'Afrique des nations 2008.
Non conservé par l'AS Nancy-Lorraine, il signe en août 2009 un contrat de 2 ans plus une année en option si montée en Ligue 1 au FC Nantes alors en Ligue 2. Il débute avec le FC Nantes lors d'un match amical contre l'UNFP, pendant lequel il marquera un but. Quelques jours plus tard, il joue son premier match officiel sous les couleurs jaunes et vertes contre Strasbourg. Il marque le but de l'égalisation et provoque un pénalty. Il est auteur d'un but contre Bastia. Annoncé sur le départ lors du mercato été 2010, il entre en jeu contre Boulogne en Coupe de la Ligue et parvient à marquer un but.
En janvier 2011, il s'engage pour la fin de la saison avec le club grec d'Héraklès Salonique.
Sans contrat à la suite de la relégation d'Héraklès il signe avec le club américain de New England Revolution. En février 2012, le club annonce que le joueur ne sera pas conservé
En mars 2012, il s'engage avec l’équipe roumaine de Ploiești. En janvier 2013, il s'engage avec le club singapourien de Tanjong Pagar United FC. 
Pour boucler la boucle, Moncef souhaite retrouver sa Lorraine et est en contacts avancés avec le Cosmos Méréville et l’US Rosières, finalement sans succès.
Il compte deux sélections en équipe du Maroc olympique (0 but) et douze sélections (trois buts) en équipe A.

## Palmarès
- Championnat de France de Ligue 2 :
  - Vainqueur : 2005 avec AS Nancy-Lorraine
- Coupe de la Ligue :
  - Vainqueur : 2006 avec AS Nancy-Lorraine

## Carrière
- Jeux olympiques d'Athènes 2004
- CAN 2008. Lors de la 1re journée de la compétition, il marque le cinquième but marocain de la tête

## Statistiques

### En sélection nationale
| Matchs internationaux de Moncef Zerka | Matchs internationaux de Moncef Zerka | Matchs internationaux de Moncef Zerka          | Matchs internationaux de Moncef Zerka | Matchs internationaux de Moncef Zerka | Matchs internationaux de Moncef Zerka | Matchs internationaux de Moncef Zerka | Matchs internationaux de Moncef Zerka |
| 0                                     | Date                                  | Lieu                                           | Adversaire                            | Score                                 | Résultats                             | Compétitions                          |                                       |
| 1                                     | 14/11/2001                            | Maroc - Zambie                                 | Rabat                                 | 1 - 0                                 | Amical                                | --                                    |                                       |
| ------------------------------------- | ------------------------------------- | ---------------------------------------------- | ------------------------------------- | ------------------------------------- | ------------------------------------- | ------------------------------------- | ------------------------------------- |
| 2                                     | 15 novembre 2006                      | Complexe sportif Moulay-Abdallah, Rabat, Maroc | Gabon                                 | —                                     | 6-0                                   | Match amical                          |                                       |
| 3                                     | 21 novembre 2007                      | Stade Dominique-Duvauchelle, Créteil, France   | Sénégal                               | —                                     | 0-3                                   | Match amical                          |                                       |
| 4                                     | 12/01/2008                            | Maroc - Zambie                                 | Fès                                   | 2 - 0                                 | Amical                                | --                                    |                                       |
| 5                                     | 21/01/2008                            | Maroc - Namibie                                | Accra                                 | 5 - 1                                 | CAN 2008                              | 1                                     |                                       |
| 6                                     | 24/01/2008                            | Maroc - Guinée                                 | Accra                                 | 2 - 3                                 | CAN 2008                              | --                                    |                                       |
| 7                                     | 28/01/2008                            | Ghana - Maroc                                  | Acrra                                 | 2 - 0                                 | CAN 2008                              | --                                    |                                       |
| 8                                     | 20/08/2008                            | Maroc - Bénin                                  | Rabat                                 | 3 - 1                                 | Amical                                | 1                                     |                                       |
| 9                                     | 06/09/2008                            | Oman - Maroc                                   | Mascate                               | 0 - 0                                 | Amical                                | --                                    |                                       |
| 10                                    | 11/10/2008                            | Maroc - Mauritanie                             | Rabat                                 | 4 - 1                                 | Elim.CAN/CM 2010                      | --                                    |                                       |

### En club
| Saison      | Club               | Pays | Championnat | Championnat | Championnat | Coupes nationales | Coupes nationales | Coupes nationales | Coupes nationales | Coupe d'Europe | Coupe d'Europe | Coupe d'Europe |
| Saison      | Club               | Pays | Division    | Matchs      | Buts        | Coupe de la Ligue | Coupe de la Ligue | Coupe de France   | Coupe de France   | Type           | Matchs         | Buts           |
| ----------- | ------------------ | ---- | ----------- | ----------- | ----------- | ----------------- | ----------------- | ----------------- | ----------------- | -------------- | -------------- | -------------- |
| Saison      | Club               | Pays | Division    | Matchs      | Buts        | Matchs            | Buts              | Matchs            | Buts              | Type           | Matchs         | Buts           |
| 2000 - 2001 | AS Nancy-Lorraine  |      | Division 2  | 2           | 0           | 1                 | 0                 | -                 | -                 | -              | -              | -              |
| 2001 - 2002 | AS Nancy-Lorraine  |      | Division 2  | 21          | 0           | 3                 | 0                 | 3                 | 0                 | -              | -              | -              |
| 2002 - 2003 | AS Nancy-Lorraine  |      | Ligue 2     | 21          | 0           | 4                 | 0                 | 2                 | 0                 | -              | -              | -              |
| 2003 - 2004 | AS Nancy-Lorraine  |      | Ligue 2     | 26          | 3           | 2                 | 0                 | 3                 | 0                 | -              | -              | -              |
| 2004 - 2005 | AS Nancy-Lorraine  |      | Ligue 2     | 18          | 1           | -                 | -                 | 2                 | 0                 | -              | -              | -              |
| 2005 - 2006 | AS Nancy-Lorraine  |      | Ligue 1     | 27          | 6           | 3                 | 2                 | -                 | -                 | -              | -              | -              |
| 2006 - 2007 | AS Nancy-Lorraine  |      | Ligue 1     | 16          | 2           | 3                 | 1                 | 1                 | 0                 | C3             | 5              | 1              |
| 2007 - 2008 | AS Nancy-Lorraine  |      | Ligue 1     | 15          | 4           | 2                 | 1                 | 2                 | 1                 | -              | -              | -              |
| 2008 - 2009 | AS Nancy-Lorraine  |      | Ligue 1     | 30          | 1           | 2                 | 0                 | 1                 | 0                 | C3             | 6              | 3              |
| 2009 - 2010 | FC Nantes          |      | Ligue 2     | 25          | 2           | -                 | -                 | 1                 | -                 | -              | -              | -              |
| 2010 - 2011 | FC Nantes          |      | Ligue 2     | 10          | 1           | 1                 | 1                 | -                 | -                 | -              | -              | -              |
| 2010 - 2011 | Héraklès Salonique |      | Superleague | -           | -           | -                 | -                 | -                 | -                 | -              | -              | -              |
| 2011 - 2012 | New England        |      | MLS         | 7           | 2           | -                 | -                 | -                 | -                 | -              | -              | -              |